# Amtsgericht Mayen

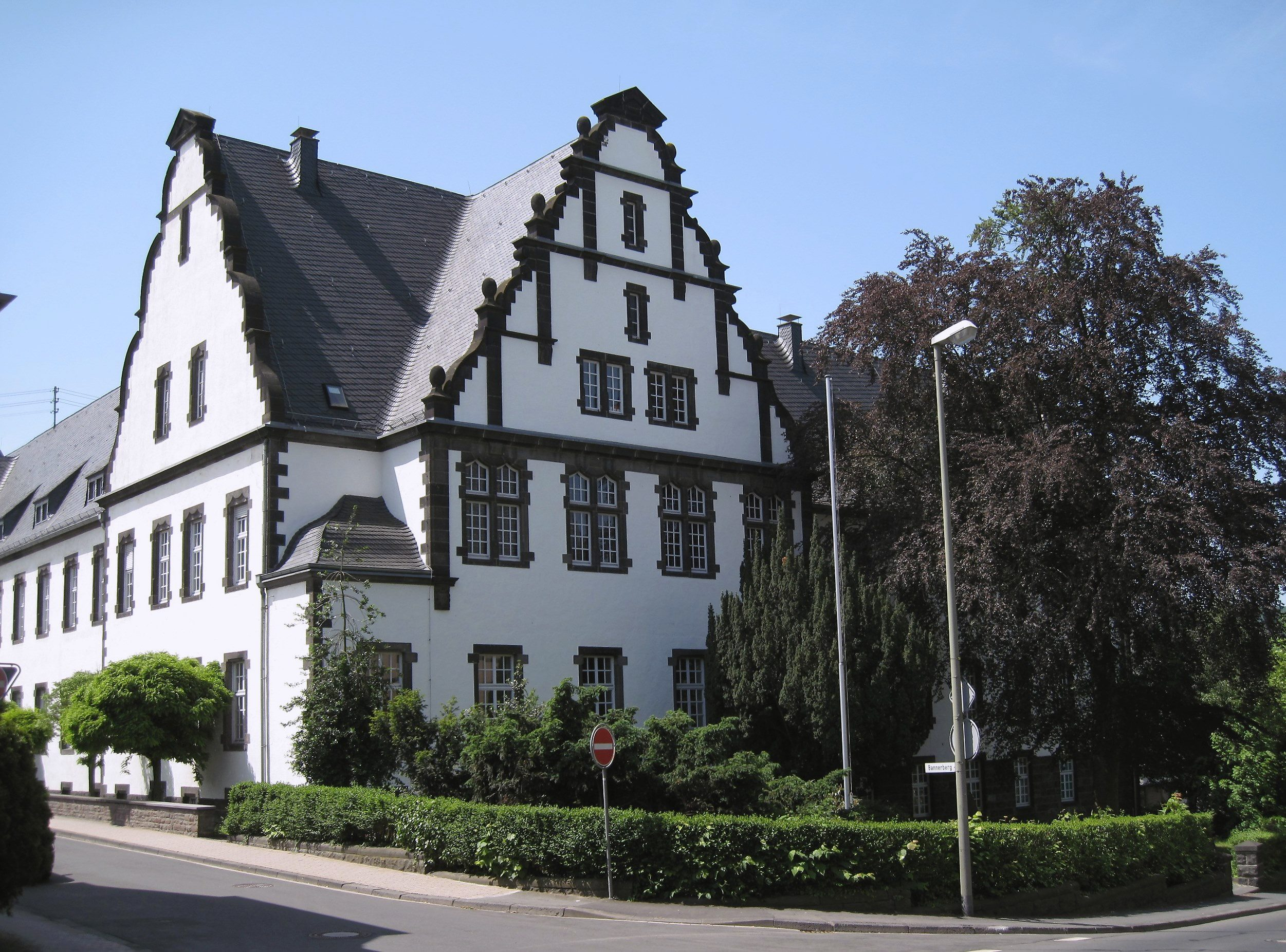
Gerichtsgebäude (Altbau)

Das Amtsgericht Mayen ist ein Gericht der ordentlichen Gerichtsbarkeit und eines von 15 Amtsgerichten (AG) im Bezirk des Landgerichts Koblenz.

## Gerichtssitz und -bezirk

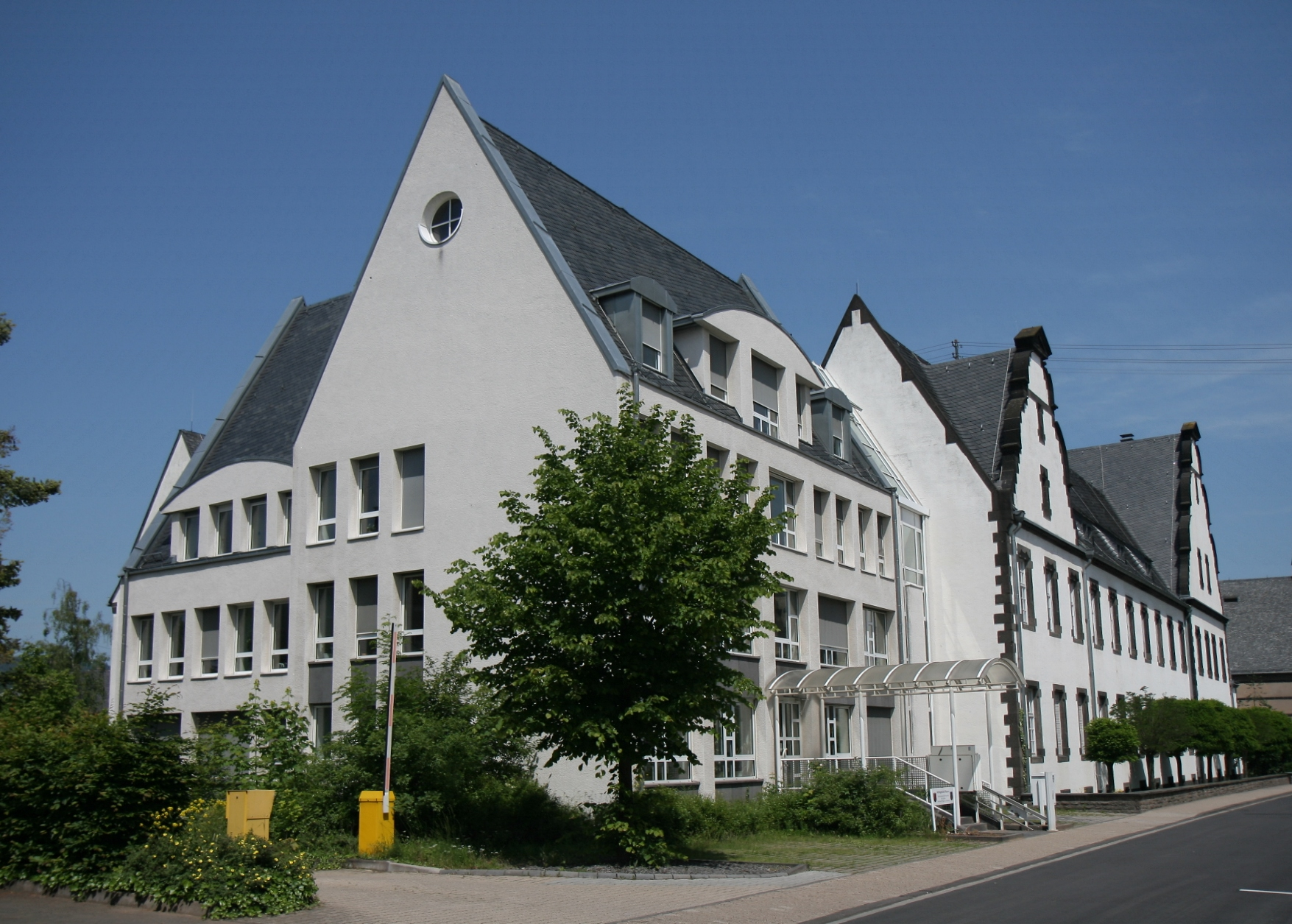
Gerichtsgebäude (Neubau)

Das Gericht hat seinen Sitz in Mayen im Landkreis Mayen-Koblenz. Der 441 km² große Gerichtsbezirk erstreckt sich auf das Gebiet der Stadt Mayen sowie der Verbandsgemeinden Maifeld, Mendig und Vordereifel. In ihm leben rund 74.000 Menschen.
Das Amtsgericht Mayen ist Gemeinsames Mahngericht der Länder Rheinland-Pfalz und Saarland. Als Schöffen-, Jugendschöffen-, Insolvenz- und Landwirtschaftsgericht ist es zugleich für den Bezirk des Amtsgerichts Andernach zuständig. Handels-, Vereins- und Partnerschaftsregister werden beim Amtsgericht Koblenz geführt.

## Gebäude

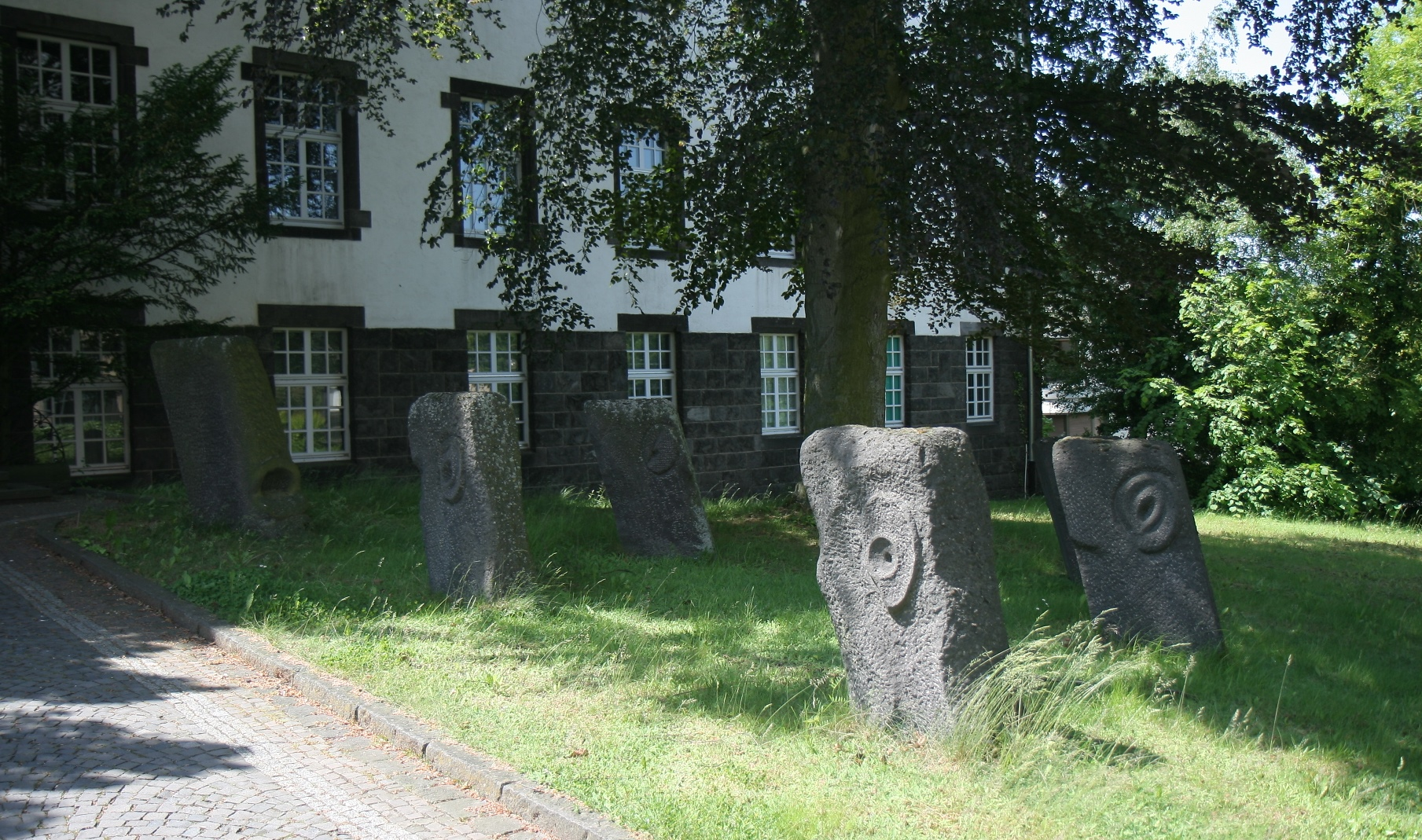
„Kopfgruppe“

Das Gericht ist in dem im wilhelminischen Stil gebauten, 1911 eröffneten Gebäude St. Veit-Straße 38 untergebracht. Das Gerichtsgebäude wurde am  2. Januar 1945 bei einem Bombenangriff, bei dem 65 Menschen ums Leben kamen, schwer beschädigt. Der zerstörte Westflügel wurde nach dem Zweiten Weltkrieg wieder aufgebaut. Für die Bearbeitung der Mahnverfahren wurde 1991/1992 ein fünfgeschossiger Anbau errichtet.
Auf dem Rasen vor dem Gerichtsgebäude steht seit 1994 die „Kopfgruppe“ des Bildhauers Peter Rübsam. Die sechs Basaltskulpturen wurden 1988 geschaffen und sind eine Dauerleihgabe des Künstlers an das Gericht.

## Geschichte
Das Amt Mayen verfügte seit dem Ende des Mittelalters über die niedere und die höhere Gerichtsbarkeit. Mit der Stadtordnung von 1556 wurde ein zweiwöchentlich tagendes Schöffengericht errichtet. Ab 1821 war Mayen Sitz eines der in der Rheinprovinz eingerichteten Friedensgerichte. An dessen Stelle trat mit dem Inkrafttreten des Gerichtsverfassungsgesetzes im Jahre 1879 das Amtsgericht Mayen.

## Übergeordnete Gerichte
Dem Amtsgericht Mayen ist das Landgericht Koblenz übergeordnet. Zuständiges Oberlandesgericht ist das Oberlandesgericht Koblenz.